# Sandro (musicien)
Pour les articles homonymes, voir Sandro.
 Sandro, de son vrai nom Roberto Sánchez Ocampo (né le 16 août 1945 à Buenos Aires et décédé le 4 janvier 2010 à Guaymallén), est un musicien et acteur argentin. En tant qu'interprète, il se spécialise dans les genres de la chanson mélodique, du rock 'n' roll et de la pop,. Il est largement considéré comme l'un des pères du genre pop argentin, pour avoir été l'un des premiers artistes à la chanter en espagnol en Amérique latine. Il est également l'un des chanteurs argentins les plus importants de l'histoire. Il a fait plusieurs incursions dans le cinéma en tant qu'acteur et même en tant que réalisateur d'un long métrage, également tiré de son propre scénario, intitulé Tú me enloqueces.
Il compte 52 albums studio et au moins huit millions d'exemplaires vendus. Certains de ses plus grands succès sont : Dame el fuego de tu amor, Rosa Rosa, Quiero llenarme de ti, Penumbras, Porque yo te amo, Así, Mi amigo el Puma, Tengo, Trigal et Una muchacha y una guitarra. Son œuvre la plus célèbre, Rosa Rosa, se vend à deux millions, tout comme sa chanson Tengo. Le magazine Rolling Stone et la chaîne de télévision MTV la classe 15e parmi les 100 meilleures chansons du rock argentin. Au cours de sa carrière, il tourne également 16 films, et est en outre le premier Latino-Américain à chanter à l'opéra.

## Biographie

### Jeunesse
Il est né le 19 août 1945 à la maternité Sardá, dans la ville de Buenos Aires, capitale de l'Argentine. Il était le seul enfant de Vicente Sánchez et Irma Nydia Ocampo, tous deux d'origine espagnole. Ils vivaient à Valentín Alsina (quartier de Lanús), une ville située dans la partie sud du Grand Buenos Aires, près de son lieu de naissance, où il passe son enfance et son adolescence. Par la suite, il achète une maison dans le quartier résidentiel de Banfield, une ville proche de son lieu de naissance, où il vit jusqu'à son décès.
Son grand-père paternel, d'origine hongroise, appartenait au peuple rom et son nom de famille était Popadópulos. Cependant, lorsqu'il a émigré en Espagne, il l'a changé en Rivadullas, la nouvelle identité avec laquelle il a émigré en Argentine. Cet héritage est adopté par Sandro, qui vient à prendre le surnom de Gitano. Il fréquente l'école primaire à l'Escuela no 3 República de Brasil, au 3018 Presidente Juan Domingo Perón Street, Valentín Alsina. Comme beaucoup d'autres adolescents et préadolescents argentins de l'époque, il attire fortement par la musique et les spectacles du chanteur américain Elvis Presley, dès ses débuts en 1955-1957, qu'il commence à imiter au cours de sa dernière année d'école primaire. Bien des années plus tard, il a pu assister au spectacle de son idole depuis le premier rang du Boston Garden.

### Carrière
Les prestations de Sandro provoquent la réaction de personnes influentes qui voulaient exclure le chanteur de la télévision. Ces prestations de Sandro et Los de Fuego sur Sábados circulares sont enregistrées en noir et blanc et sont publiées dans plusieurs vidéos,. En revanche, le premier film dans lequel l'artiste apparaît comme figurant est Convención de vagabundos, sorti en 1965.
Par la suite, une fois qu'il rejoint le label CBS en tant qu'artiste solo, le producteur Héctor Techeiro prend en charge sa direction artistique et, sous sa production, Sandro enregistre ses meilleurs albums, dont La Magia de Sandro, Sandro de América, Una muchacha y una guitarra, entre autres. Héctor Techeiro réussit à traduire la fureur que Sandro suscitée chez ses fans en succès commercial, et après deux ans et demi, les ventes de disques ont explosé.
À la fin 1966, il sort son quatrième album, Alma y fuego, dans lequel un changement d'orientation musicale vers des rythmes plus latins commence déjà à se faire sentir. Une fois de plus, il est accompagné par Oscar Cardozo Ocampo et The Black Combo. L'album est également sorti aux États-Unis, où il rencontre un plus grand succès auprès des communautés latines que le succès modéré qu'il connait en Argentine. L'album comprend Como caja de música du duo Sandro-Anderle, où l'on peut déjà clairement noter le style particulier de balada romántica de rock, développé par le duo et qui rendra Sandro célèbre. Le premier film dans lequel Sandro débute en tant qu'acteur secondaire est dans Tacuara y Chamorro Pichones de Hombres. 

### Décès

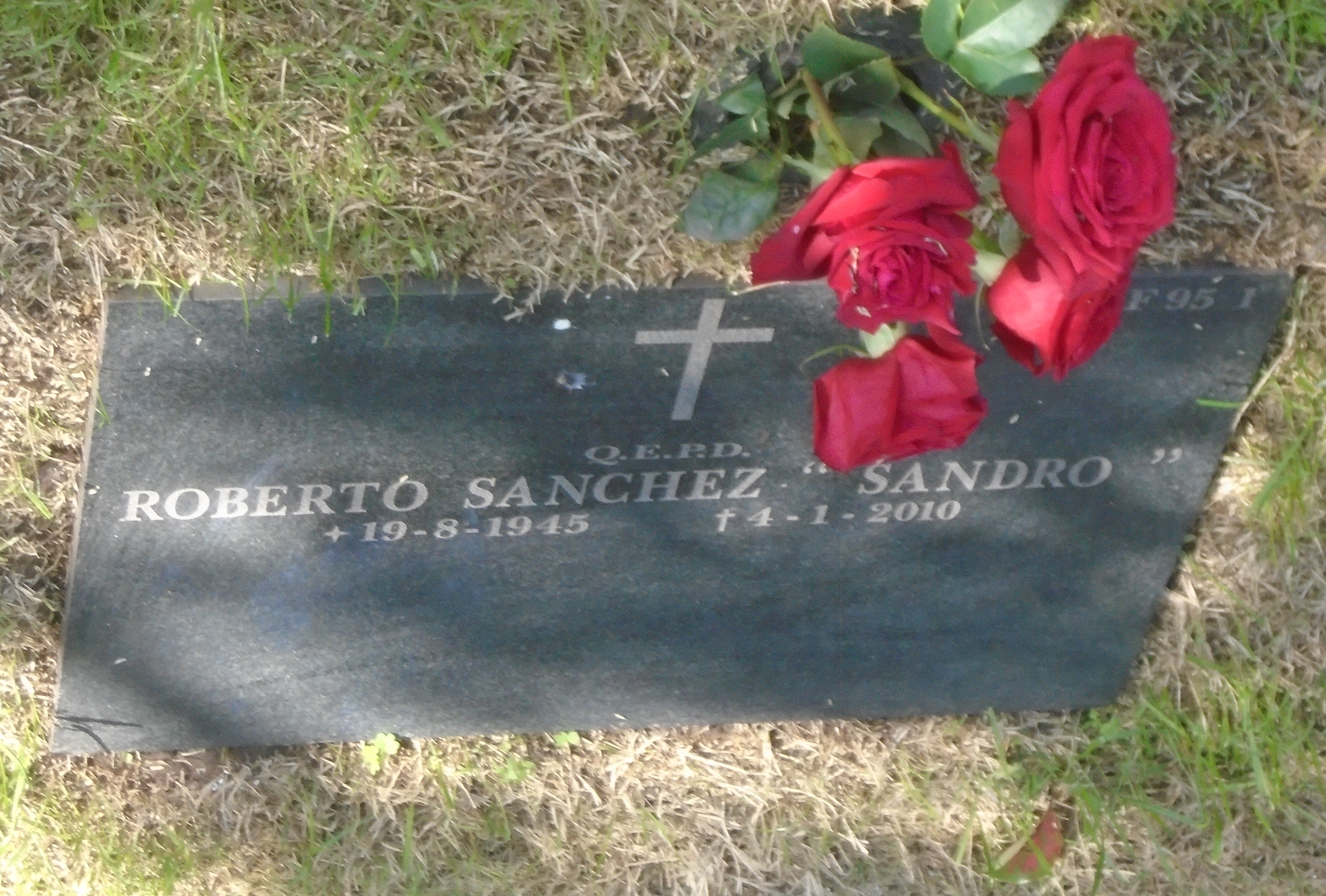
Tombe de Sandro au cimetière Gloriam Jardín de Paz (Burzaco, Buenos Aires).

Sandro ne peut surmonter l'évolution de sa septicémie généralisée. Il décède à l'hôpital italien de Mendoza des suites d'un choc septique, selon Claudio Burgos, chef de l'équipe qui l'a opéré. Il décède à 20 h 47 le 4 janvier 2010. Il avait subi cinq opérations après la transplantation cœur-poumon (dont deux le jour de son décès) et luttait pour sa vie depuis 45 jours. Les journaux américains The New York Times et The Washington Post publient la nouvelle du décès du chanteur en première page de leurs éditions en ligne le 5 janvier 2010 avec le titre : Singer Sandro, Argentina's Elvis, Dies at 64 (français : Sandro, le Elvis argentin, décès à 64 ans). La BBC fait de même.
Le 5 janvier, dès le matin, de longues files d'attente se forment sur plusieurs pâtés de maisons pour lui faire un dernier adieu dans le Salón de los Pasos Perdidos du Congreso de la Nación Argentina, où trois mois plus tôt la chanteuse Mercedes Sosa avait été inhumée. La foule, composée de jeunes et de moins jeunes, lui dit au revoir à partir de 13 h. Cependant, la famille de Roberto décide de ne pas autoriser la presse à pénétrer dans la salle concernée, où sa dépouille est disposée dans un cercueil ouvert, et ce jusqu'aux premières heures du 6 janvier, jour où il est enterré dans un cimetière privé à Longchamps. Plus de 50 000 personnes lui font leurs adieux au Congrès,, en faisant la queue sur plus de 13 pâtés de maisons. Plus de 100 000 personnes accompagnent son cortège funèbre.

## Discographie
- Sandro y los de Fuego (1965)
- Al calor de Sandro y los de Fuego (1965)
- El sorprendente mundo de Sandro (1966)
- Alma y fuego (1966)
- Beat latino (1967)
- Quiero llenarme de ti (vibración y ritmo) (1968)
- Una muchacha y una guitarra (1968)
- La magia de Sandro (1969)
- Sandro de América (1969)
- Sandro (1969)
- Muchacho (1970)
- Sandro en New York (1970)
- Sandro espectacular (1971)
- Te espero... Sandro (1972)
- Sandro después de 10 años  (1973)
- Sandro siempre Sandro (1974)
- Tú me enloqueces (1975)
- Sandro live in Puerto Rico(1975)
- Sandro (1976)
- Sandro un ídolo (1977)
- Querer como Dios manda (1978)
- Sandro (1979)
- Sandro (1981)
- Fue sin querer (1982)
- Vengo a ocupar mi lugar (1984)
- Sandro (1986)
- Sandro del '88 (1988)
- Volviendo a casa (1990)
- Con gusto a mujer (1992)
- Clásico (1994)
- Historia viva (1996)
- Para mamá (2001)
- Mi vida, mi música (2003)
- Amor gitano (2004)
- Secretamente palabras de amor (para escuchar en penumbras) (2006)
- Sandro hits (2009)

## Filmographie

### Cinéma
- 1965 : Convención de vagabundos
- 1967 : Tacuara y Chamorro, pichones de hombres
- 1969 : Quiero llenarme de ti
- 1969 : La vida continúa
- 1970 : Gitano
- 1970 : Muchacho
- 1971 : Siempre te amaré
- 1971 : Embrujo de amor
- 1972 : Destino de un capricho
- 1973 : El deseo de vivir
- 1974 : Operación rosa rosa
- 1976 : Tú me enloqueces
- 1980 : Subí que te llevo
- 1993 : Muchas gracias maestro (inédits)
- El Corazón y la Rosa

### Bandes son
- 1971 : ¡Arriba juventud! dir. Leo Fleider